# 斯利那加
斯利那加位于印度河支流杰赫勒姆河畔，是印度查谟和克什米尔的夏季首府。海拔1730米，坐落在克什米尔山谷的中心，附近有纳金湖和达尔湖。2011年人口1,180,570。

## 历史
6世纪时，斯利那加由当地的罗阇普拉沃尔辛哈二世主持兴建，并以他的名字命名为普拉沃尔普尔，后易今名。面积105平方千米，该地气候凉爽，地理条件得天独厚，素有“东方瑞士”之称。为南亚著名山区风景胜地，四周有海拔超过5000米的峻峭山峰耸峙，近旁有众多湖泊罗列，共同构成优美的湖光山色。城市被高山、峡谷、湖泊、寺庙和壮观的莫卧儿王朝时代的花园所环绕，几个世纪以来，一直是诗人们灵感不竭之所。

## 人文
斯利那加是印度北部的农产品贸易中心。工业以毛毡、地毯、丝织、制革和造纸等为主，木、金、银、铜雕刻和绣花围巾著名。设有斯利那加大学、博物馆和考古研究所，还有莫卧儿花园和8世纪兴建的清真寺。

## 中華人民共和國地圖標註
由于巴基斯坦和印度的争端和中华人民共和国在克什米尔问题上的亲巴基斯坦立场，根据自然资源部2023年2月6日发布的《公开地图内容表示规范》第十二条关于克什米尔地区的表示规定，斯利那加在中华人民共和国出版的地图上作一般城市表示，不作行政中心处理。